# Andrea Pellegrino
Andrea Pellegrino (Bisceglie, Italia, 23 de marzo de 1997) es un tenista profesional italiano. Desde su debut profesional el año 2016 ha conseguido un título individual en Challenger y cinco de la misma categoría en dobles. Obtuvo su mejor ranking en la clasificación ATP el 26 de septiembre de 2022 cuando apareció en la posición 136. En dobles logró ubicarse 81.º del mundo el 8 de enero de 2024.

## Carrera
El 25 de abril de 2021 consiguió su primer título individual Challenger tras superar en la final del Challenger de Roma a Hugo Gaston por 3-6, 6-2, 6-1. Al torneo ingresó gracias a una invitación de los organizadores. Poco más de un año después logró su segundo torneo Challenger en Vicenza tras superar en la final a Andrea Collarini por 6-1, 6-4.
El 4 de marzo de 2023 ganó su primer título ATP en Santiago. Emparejado con Andrea Vavassori, ganó la final a la dupla de Matías Soto y Thiago Seyboth Wild por parciales de 6-4, 3-6, [12-10].

## Títulos ATP (1; 0+1)

### Dobles (1)
| Leyenda                         |
| Grand Slam (0)                  |
| ATP World Tour Finals (0)       |
| ATP World Tour Masters 1000 (0) |
| ATP World Tour 500 (0)          |
| ATP World Tour 250 (1)          |

| N.º | Fecha              | Torneo   | Superficie    | Pareja           | Oponentes en la final           | Resultado         |
| --- | ------------------ | -------- | ------------- | ---------------- | ------------------------------- | ----------------- |
| 1.  | 4 de marzo de 2023 | Santiago | Tierra batida | Andrea Vavassori | Thiago Seyboth Wild Matías Soto | 6-4, 3-6, [12-10] |

## Títulos Challenger

### Individuales (3)
| N.º | Fecha                    | Torneo                        | Superficie    | Oponente en la final | Resultado        |
| --- | ------------------------ | ----------------------------- | ------------- | -------------------- | ---------------- |
| 1.  | 25 de abril de 2021      | Challenger de Roma            | Tierra batida | Hugo Gaston          | 3-6, 6-2, 6-1    |
| 2.  | 29 de mayo de 2022       | Challenger de Vicenza         | Tierra batida | Andrea Collarini     | 6-1, 6-4         |
| 2.  | 24 de septiembre de 2023 | Challenger de Bad Waltersdorf | Tierra batida | Dennis Novak         | 1-6, 7-6(5), 6-3 |

### Dobles (7)
| No. | Fecha                   | Torneo                      | Superficie    | Compañero              | Rival en la final                | Resultado             |
| --- | ----------------------- | --------------------------- | ------------- | ---------------------- | -------------------------------- | --------------------- |
| 1.  | 17 de junio de 2018     | Challenger de Caltanissetta | Tierra batida | Federico Gaio          | Blaž Rola Jiří Veselý            | 7-6 (4), 7-6 (5)      |
| 2.  | 24 de junio de 2018     | Challenger de L'Aquila      | Tierra batida | Filippo Baldi          | Pedro Martínez Mark Vervoort     | 4-6, 6-3, [10-5]      |
| 3.  | 10 de febrero de 2019   | Challenger de Chennai       | Dura          | Gianluca Mager         | Matt Reid Luke Saville           | 6-3, 7-6 (7)          |
| 4.  | 23 de junio de 2019     | Challenger de Parma         | Tierra batida | Laurynas Grigelis      | Ariel Behar Gonzalo Escobar      | 1-6, 6-3, [10-7]      |
| 5.  | 12 de enero de 2020     | Challenger de Numea         | Dura          | Mario Vilella Martínez | Luca Margaroli Andrea Vavassori  | 7-6 (1), 3-6, [12-10] |
| 6.  | 29 de julio de 2023     | Challenger de Verona        | Tierra batida | Federico Gaio          | Nick Hardt Daniel Dutra da Silva | 7-6(2), 6-2           |
| 7.  | 25 de noviembre de 2023 | Challenger de Valencia      | Tierra batida | Andrea Vavassori       | Daniel Rincón Oriol Roca Batalla | 6-2, 6-4              |